# Stefan Grissemann
Stefan Grissemann (* 1964 in Innsbruck) ist ein österreichischer Filmkritiker und Journalist.

## Leben
Stefan Grissemann wurde als Sohn des österreichischen Radiomoderators und langjährigen ORF-Intendanten Ernst Grissemann 1964 in Innsbruck geboren. Er ist Bruder des Kabarettisten und Radio- und Fernsehmoderators Christoph Grissemann.
Von 1989 bis 2001 schrieb er als Filmkritiker in der Tageszeitung Die Presse. Er ist derzeit als Kulturressortleiter des Nachrichtenmagazins Profil tätig. Weitere Filmkritiken von ihm sind als Beiträge in einigen Büchern und Katalogen erschienen, wobei er vereinzelt auch als Buchherausgeber auftritt. Als Autor widmete sich Grissemann in der 2003 erschienenen Biographie Mann im Schatten dem Leben und Schaffen des Edgar G. Ulmer. Er wirkte auch an dem 2004 entstandenen Dokumentarfilm Edgar G. Ulmer – Der Mann im Off mit.

## Publikationen
- Mann im Schatten. Der Filmemacher Edgar G. Ulmer. Paul Zsolnay Verlag, Wien 2003, ISBN 3-552-05227-5.
- als Herausgeber: Haneke/Jelinek: Die Klavierspielerin. Drehbuch – Gespräche – Analysen. Sonderzahl Verlag, Wien 2001, ISBN 3-85449-191-3
- als Herausgeber mit Ruth Beckermann: Europamemoria Katalog. Czernin Verlag, Wien 2003, ISBN 3-7076-0169-2
- Sündenfall. Die Grenzüberschreitungen des Filmemachers Ulrich Seidl, Sonderzahl Verlag, Wien 2007, ISBN 978-3-85449-279-5.

## Auszeichnungen
- 2019: Journalist des Jahres in der Kategorie Kultur[1]